# هولشتوم
هولشتوم (به آلمانی: Holsthum) یک شهر در آلمان است که در بیتبورگ-پروم واقع شده‌است.

## خواهرخوانده
شهر کروئیبوک خواهرخواندهٔ هولشتوم هست.